# Штадткерн (Эссен)

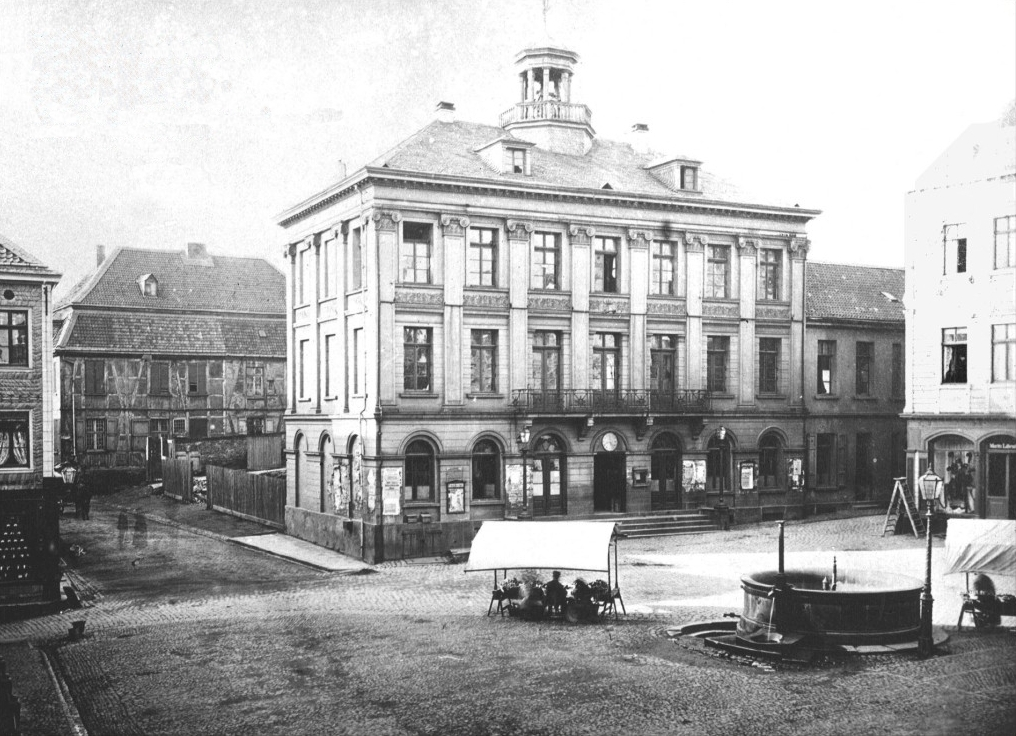
Старая ратуша 1840 год

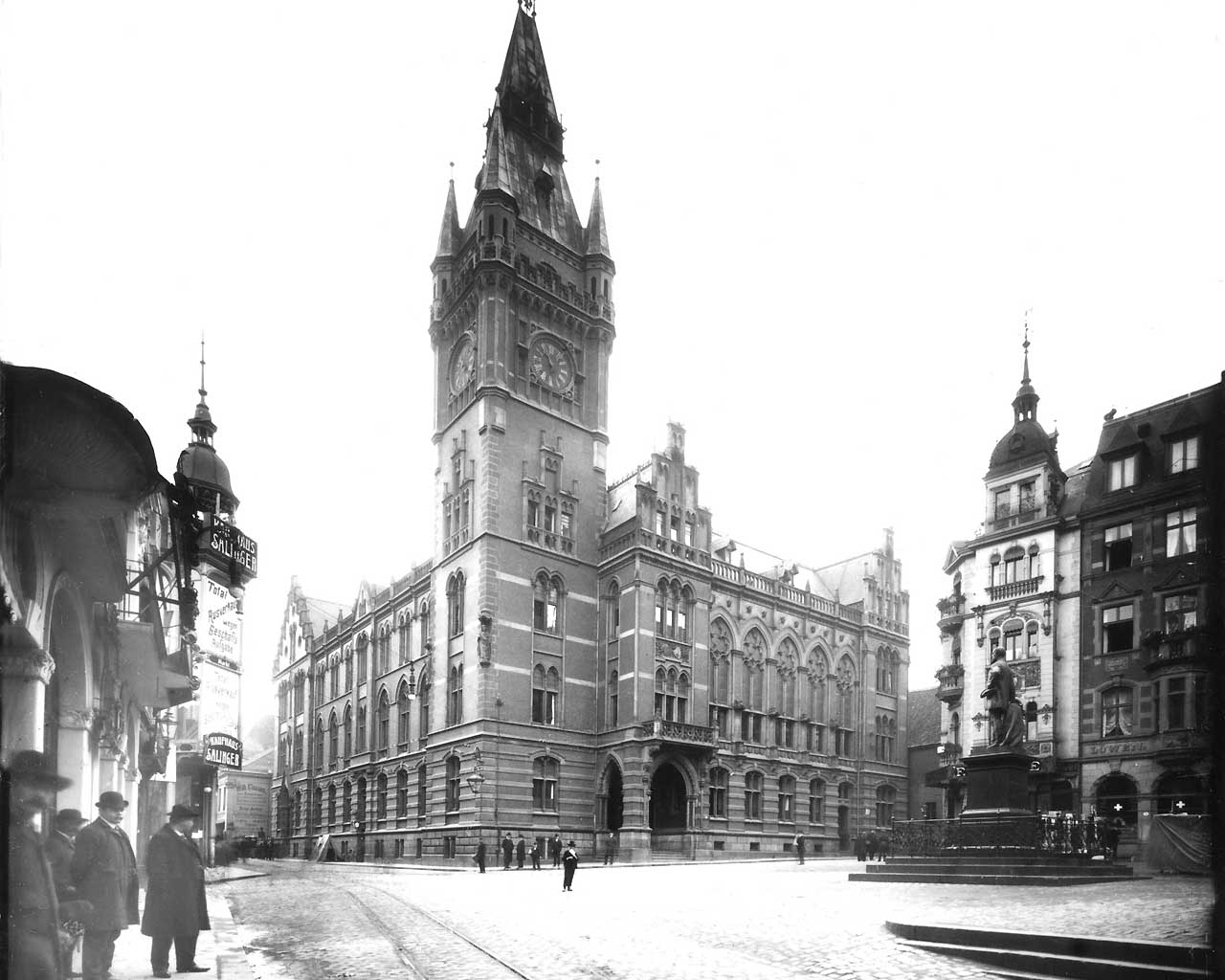
Старая ратуша 1900 год

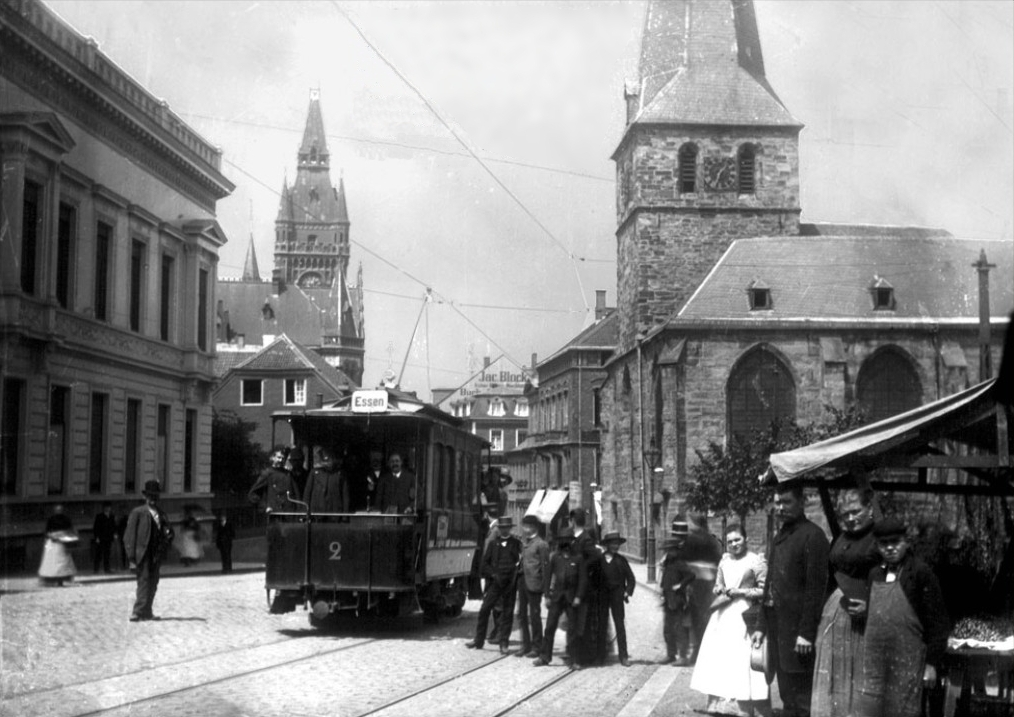
Улица Kettwigersstraße 1895 год

Штадткерн (нем. Stadtkern, в дословном переводе — Ядро города)) — центральный административный район города Эссен (Германия, федеральная земля Северный Рейн-Вестфалия).

На севере и западе Штадткерн граничит с районом Вестфиртель, на востоке — с районом Остфиртель и на юге — с районом Зюдфиртель.

## История
История Штадткерна, как и Эссена в целом, начинается в 845 году, когда епископ Гильдесхайма Альфрид основал Эссенское аббатство. Первая городская стена появилась значительно позже — в 1244 году и линия, по которой она проходила почти точно совпадает с сегодняшней границей района Штадткерн.

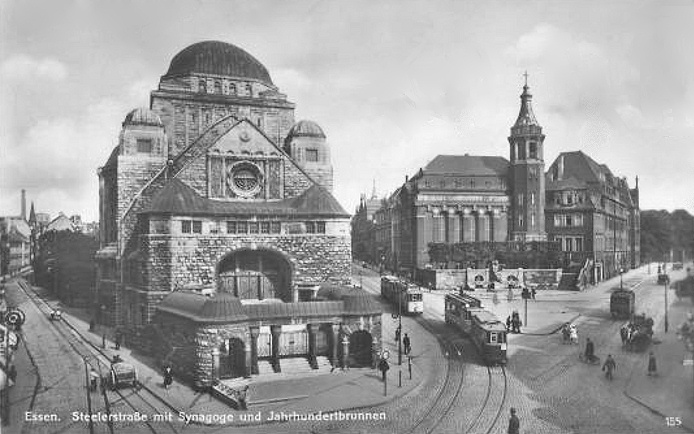
Старая синагога и церковь Мира 1922 год

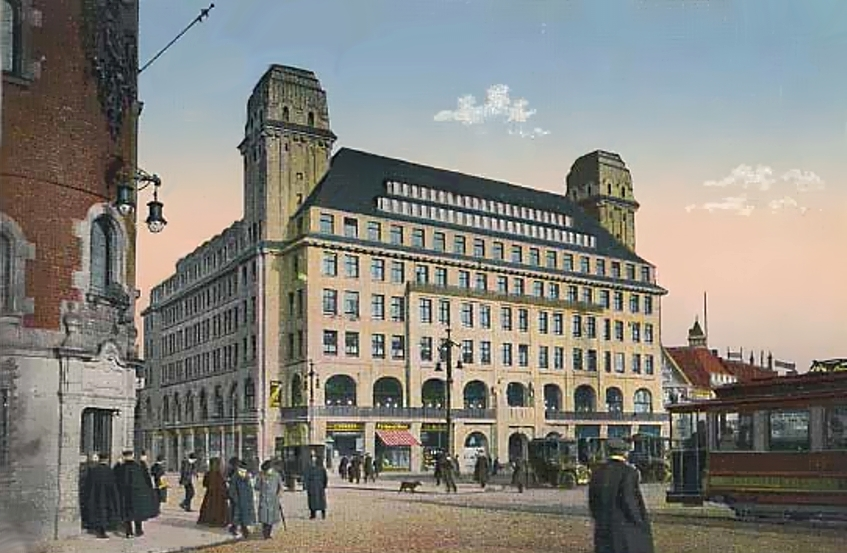
Отель «Хандельсхоф» 1915 год

Вплоть до своего разрушения в ходе второй мировой войны, когда Эссен был уничтожен почти на 90 %, Штадткерн был религиозным центром города и состоял, в основном, из жилых кварталов. И только после своего восстановления в Штадткерне стали появляться штаб-квартиры крупных корпораций, банки, торговые организации. Особо быстрыми темпами развивалась торговля. Всего за одно десятилетие (с 1950 до 1960 года) объемы розничного товарооборота выросли вдвое. В послевоенные годы происходит постепенное превалирование торговли над традиционно ключевой для Рурского региона угледобывающей отрасли.

## Достопримечательности
На южной границе Штадткерна находится Центральный железнодорожный вокзал Эссена. На север от него ведут две пешеходные улицы — Kettwigersstraße и Rathenaustraße, на которых расположено множество магазинов розничной торговли. Выводят эти две улицы к двум главным историческим площадям Эссена — Burgplatz и Markplatz соответственно. На Burgplatz находится главный исторический объект города — Эссенский собор. В северной части Markplatz, которая сейчас называется, площадью Кеннеди некогда стояли старые ратуши Эссена.

Кроме Эссенского аббатства к достопримечательностям Штадткерна можно отнести:
- Евангелическая церковь на Рынке (нем. Evangelische Marktkirche), история которой уходит корнями в XI век
- Старая синагога (1913 год)
- Католическая церковь Мира (нем. Friedenskirche) (1916 год)
- Евангелическая церковь Креста (нем. Kreuzeskirche) (архитектор Август Орт, 1896 год)
- Католическая церковь Святой Гертруды (1875 год)
- Новая ратуша Эссена (1979 год)
- Дом техники (1923 год)
- Отель «Хандельсхоф» (1912 год)

## Галерея

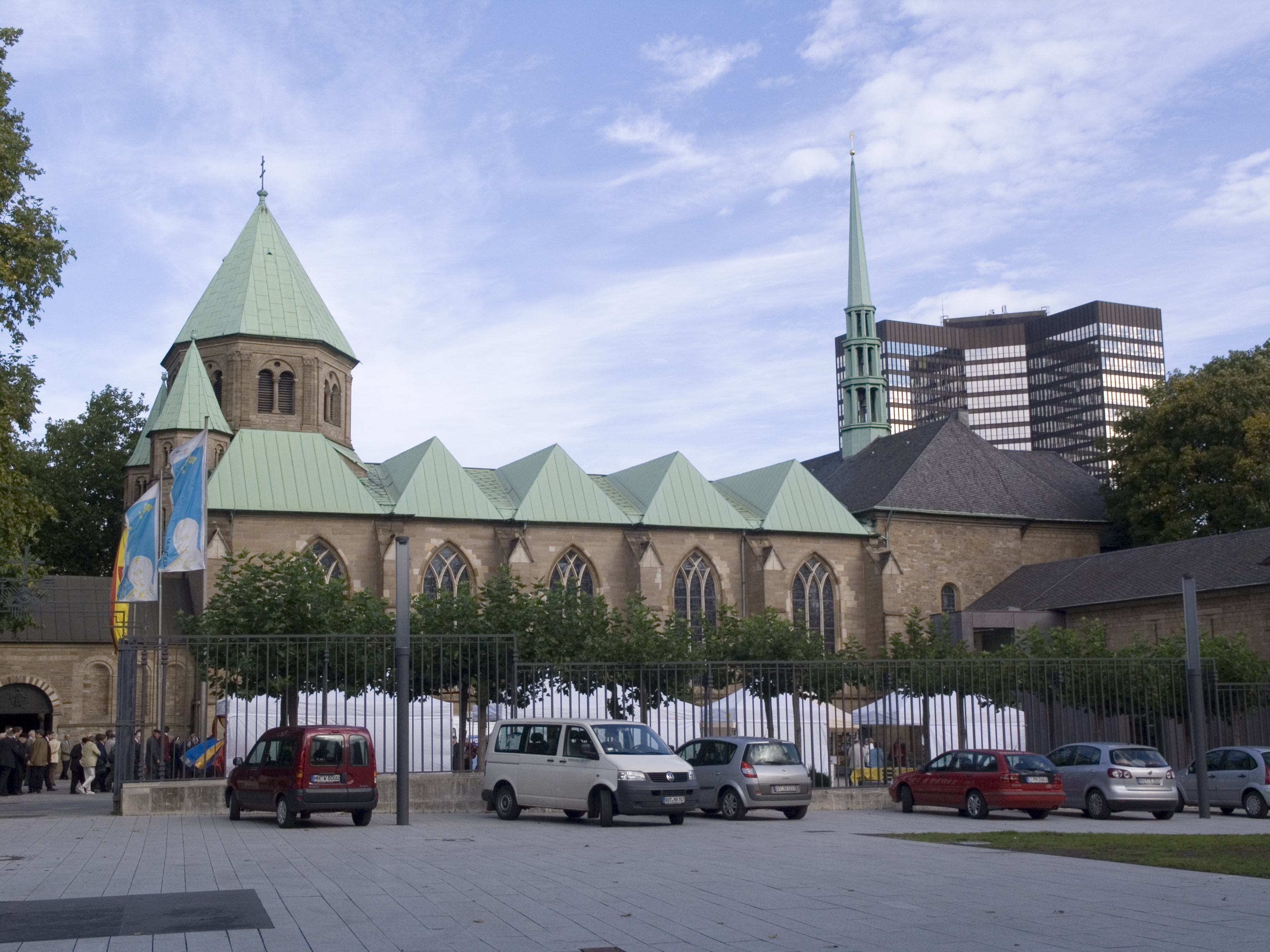
Эссенский собор
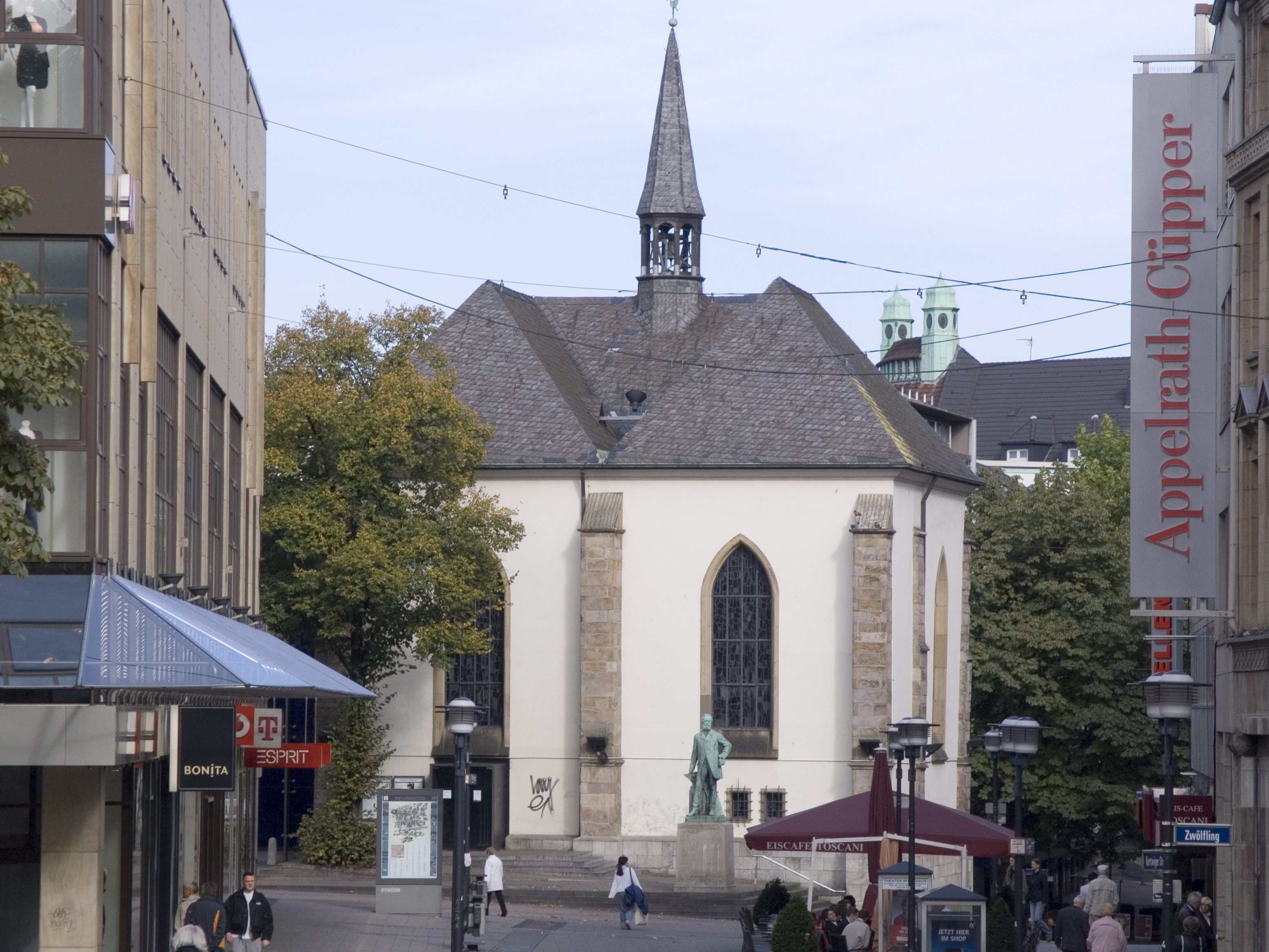
Евангелическая Рыночная церковь
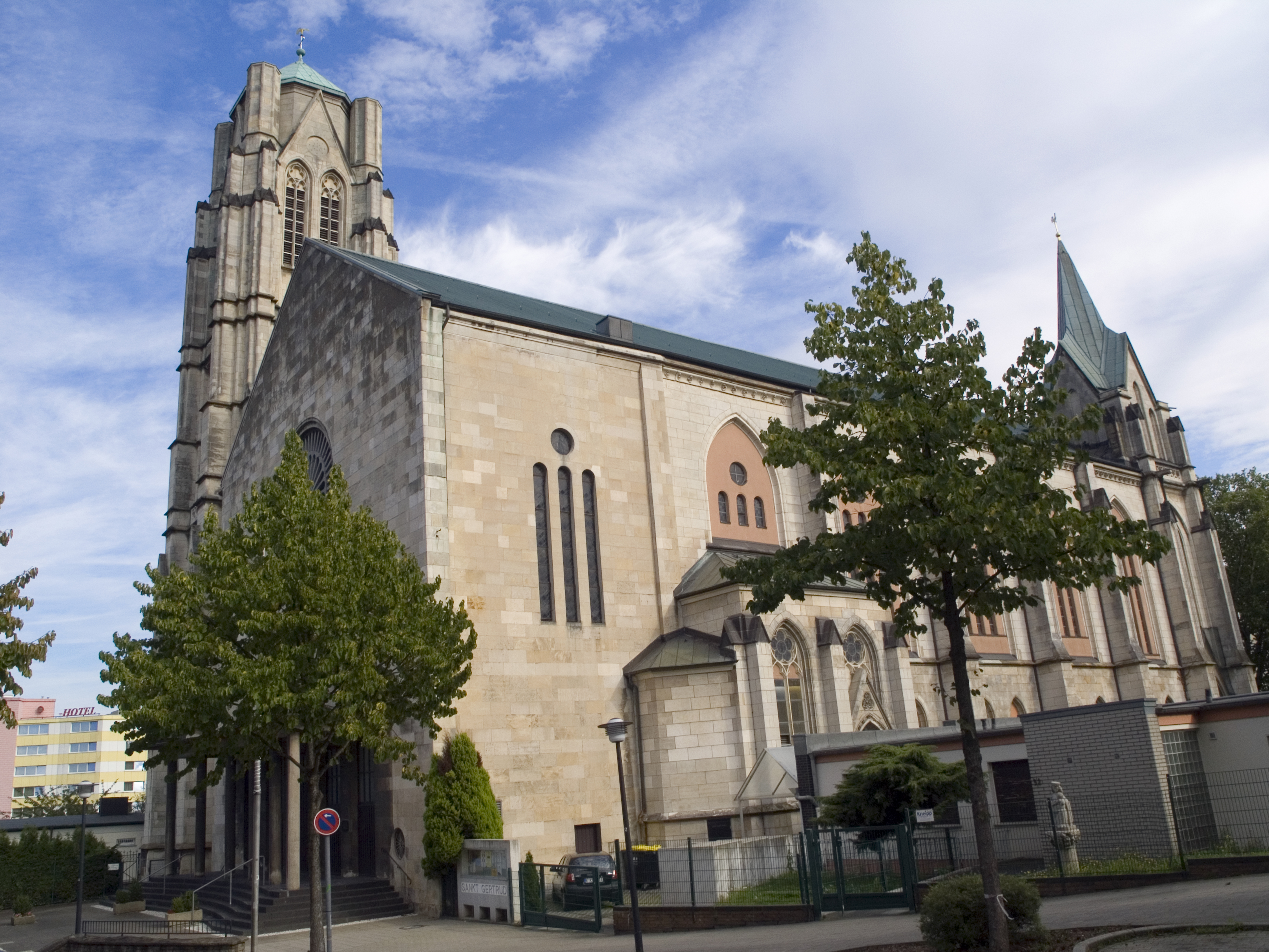
Церковь Святой Гертруды
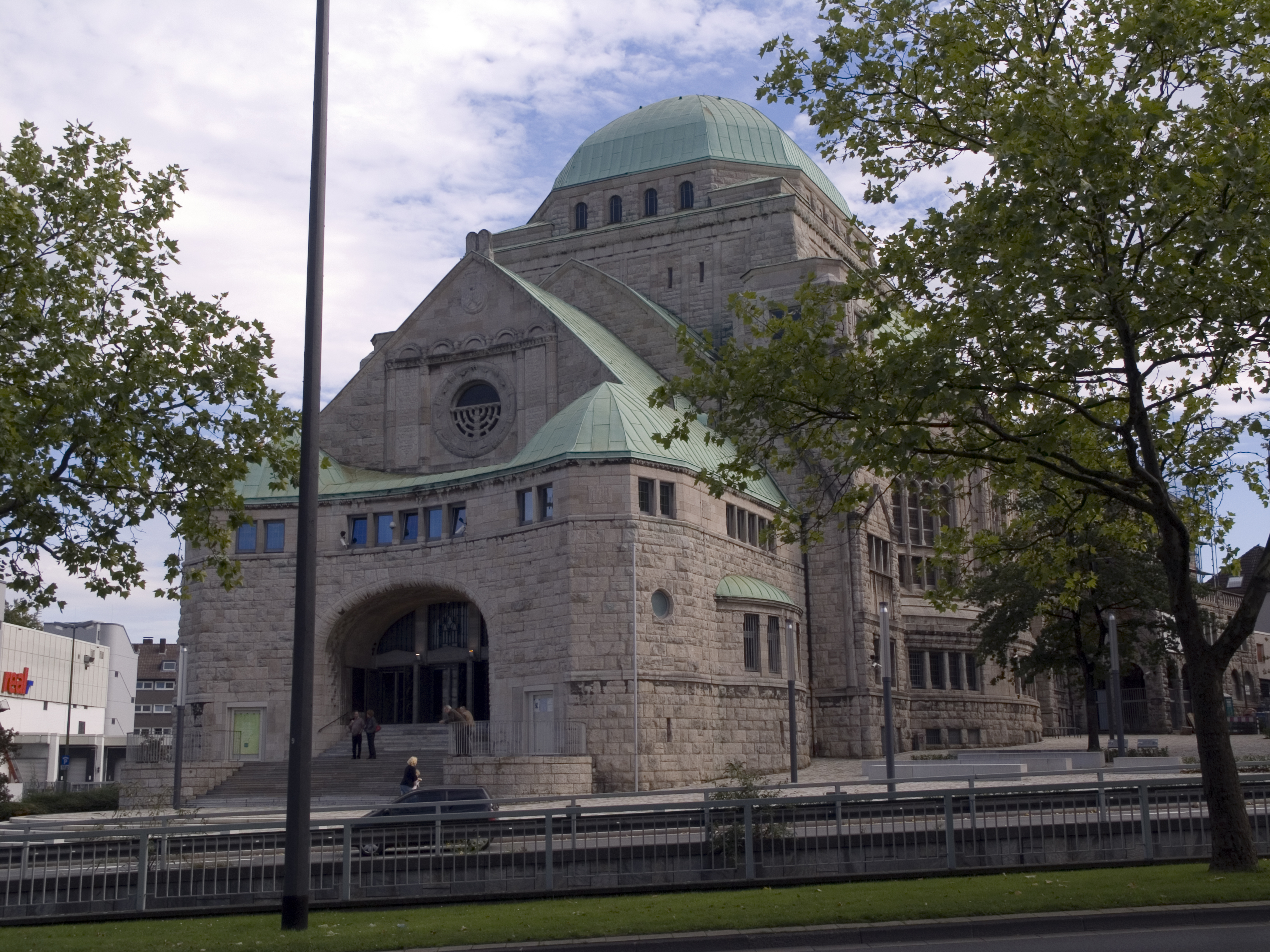
Старая синагога
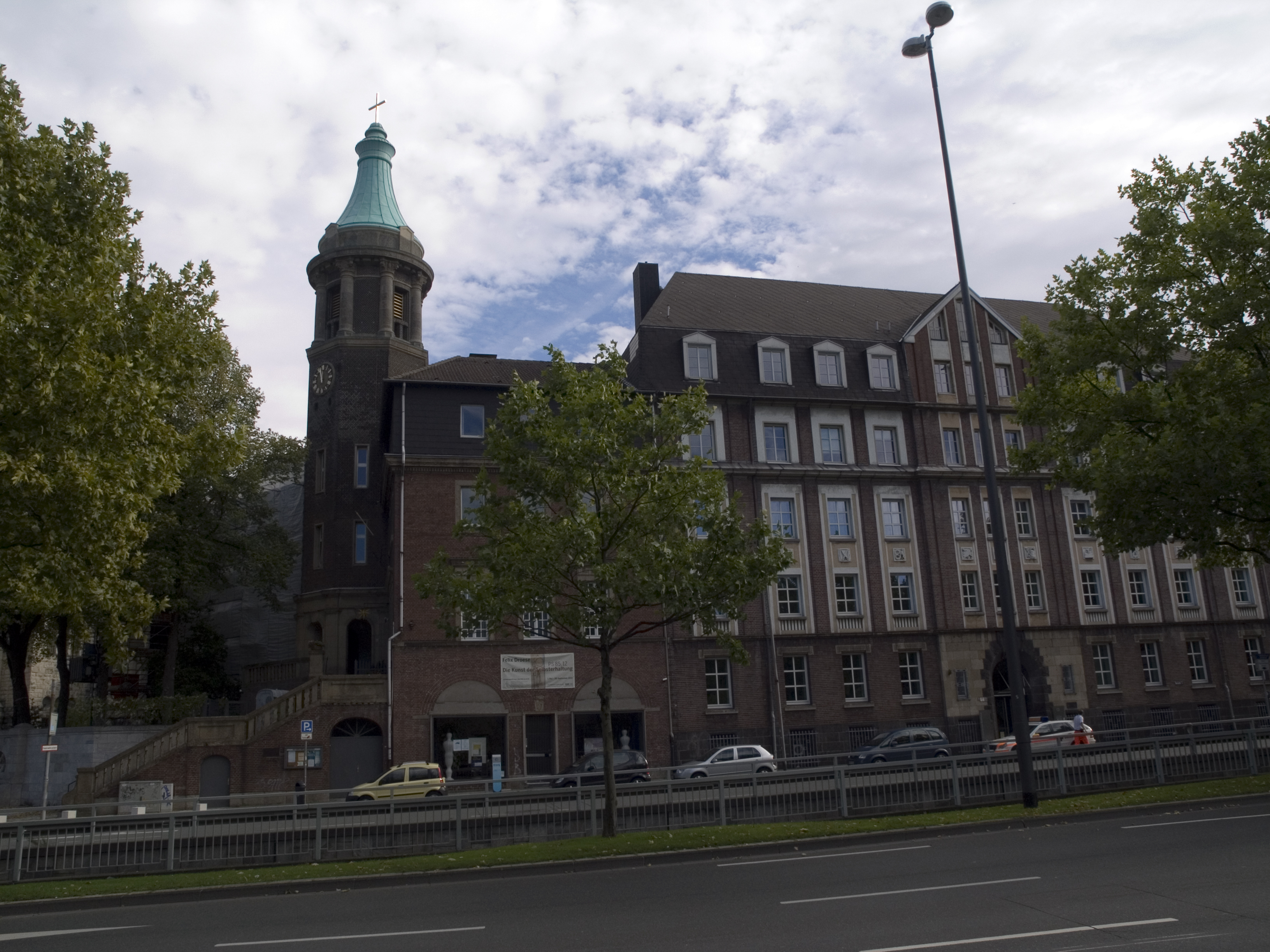
Церковь Мира
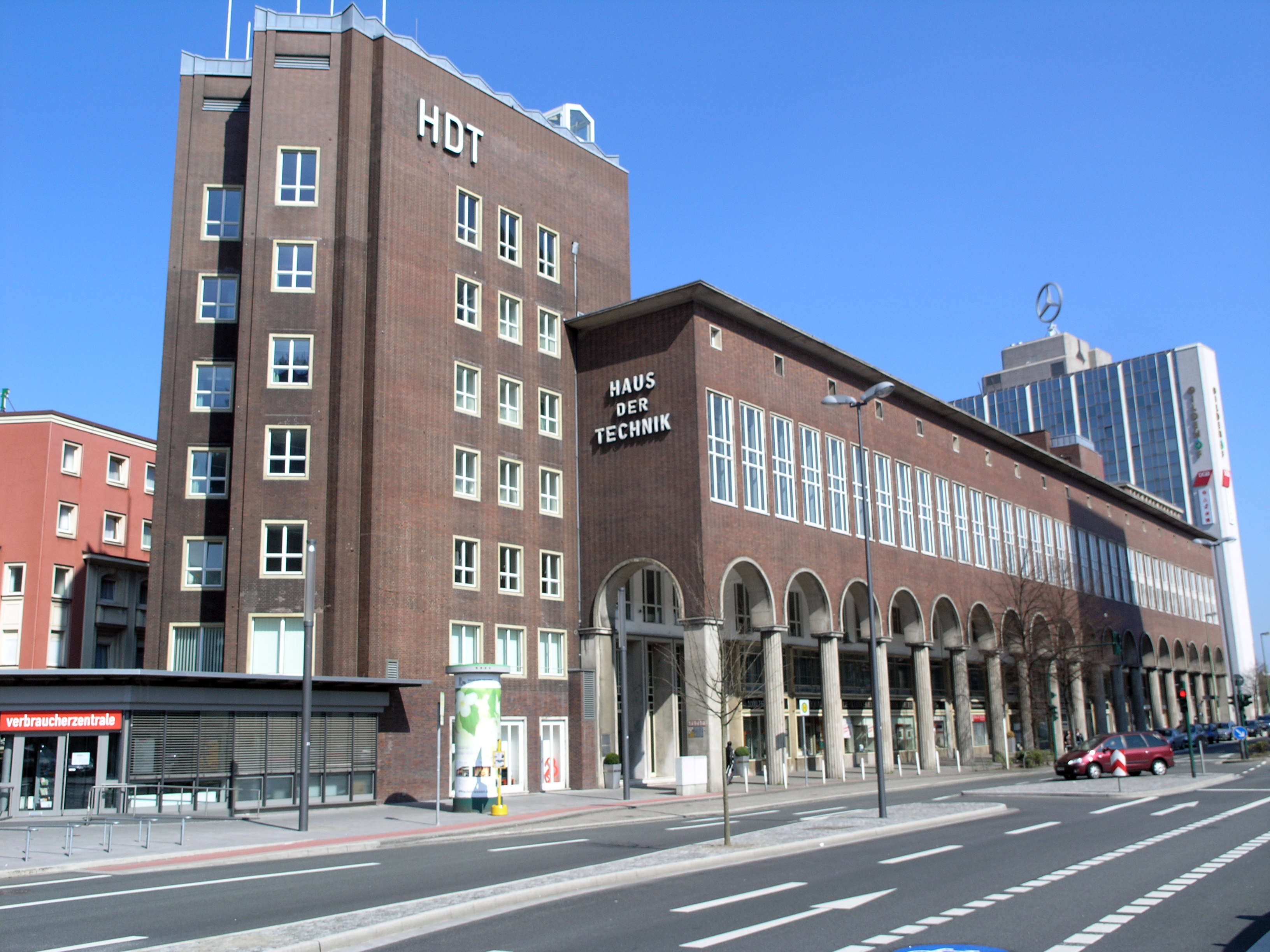
Дом техники
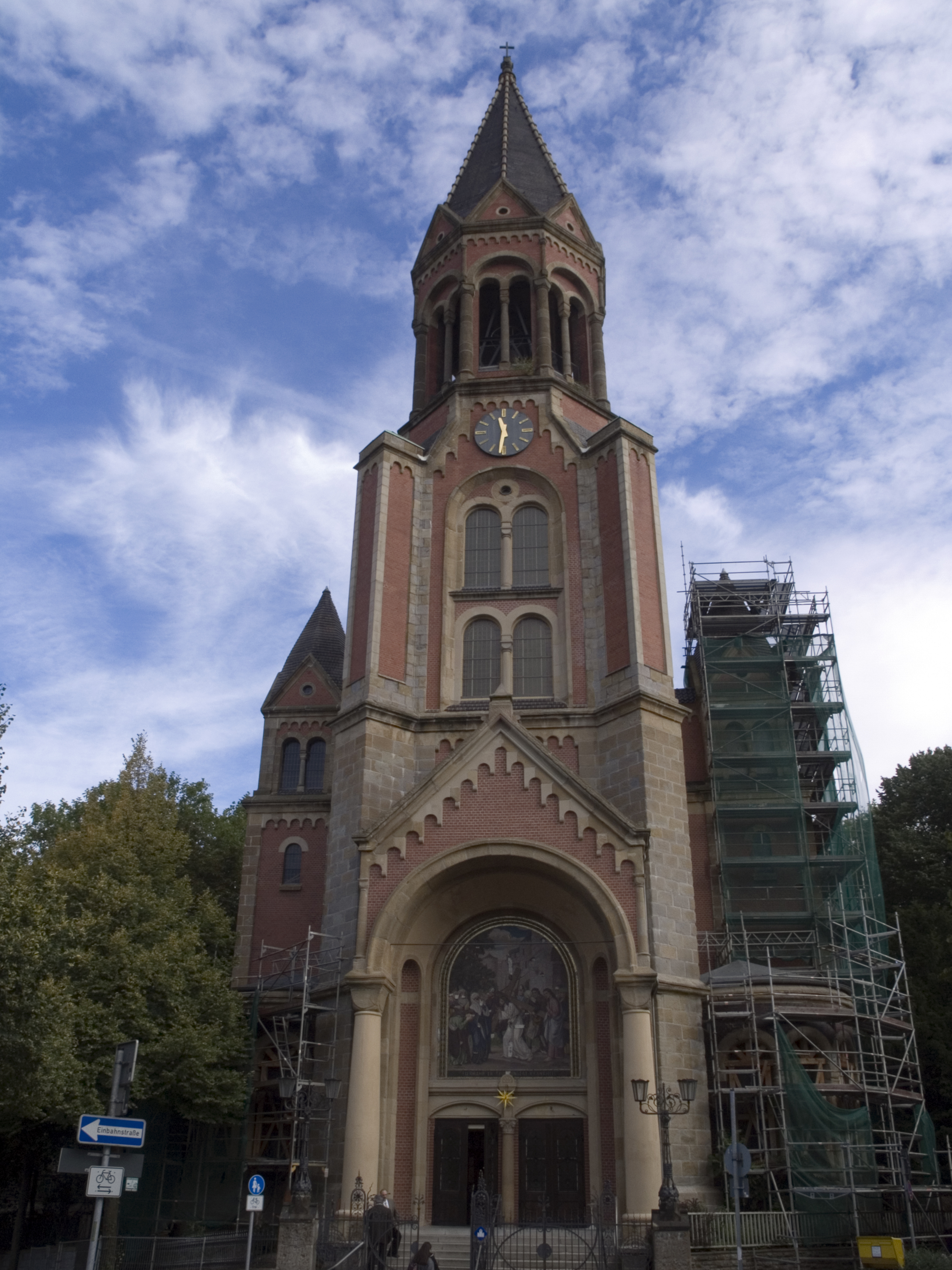
Церковь Креста
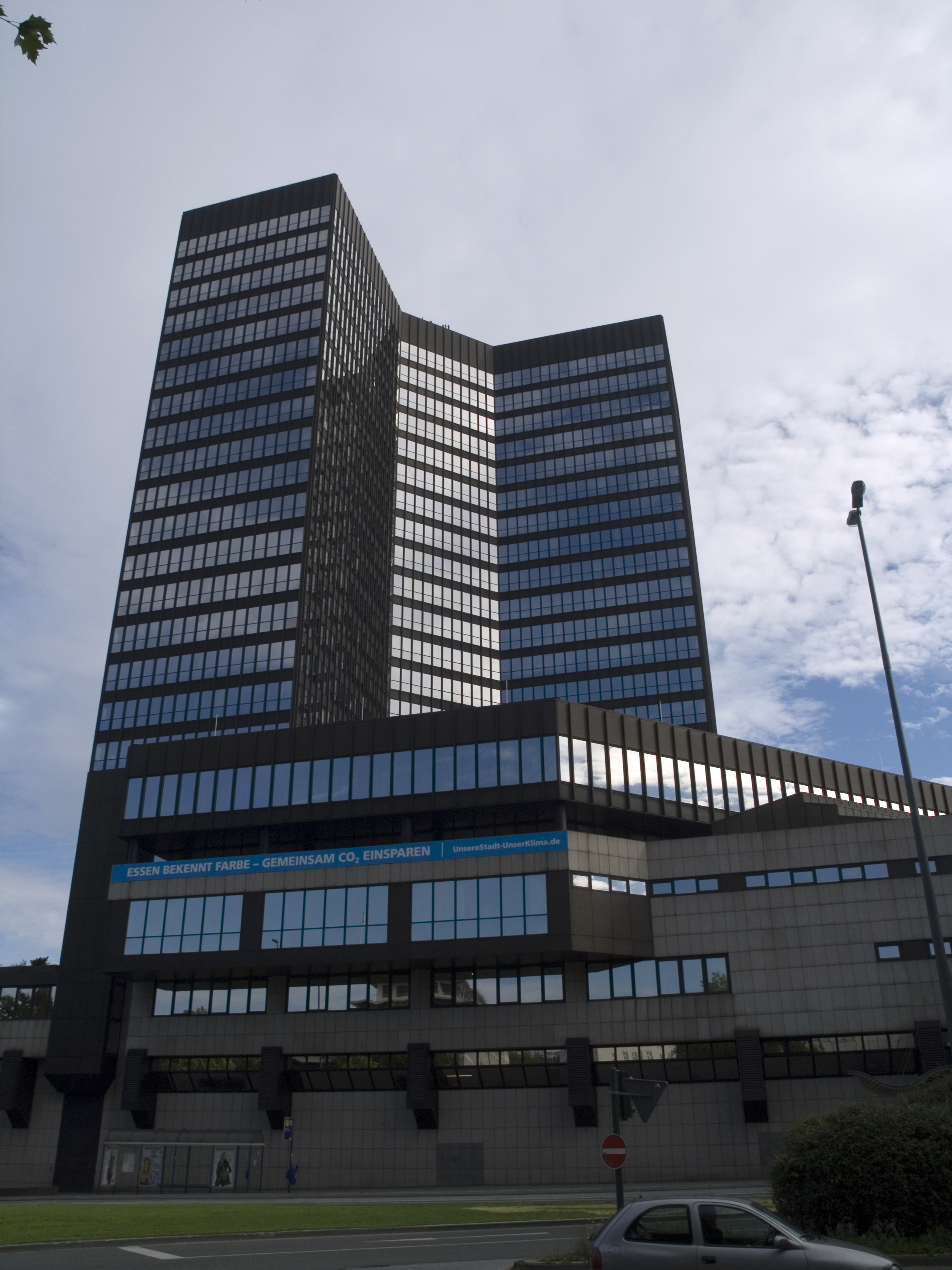
Ратуша Эссена